# حلقي الهبتين
حلقي الهبتين هو مركب عضوي من مجموعة الألكينات الحلقية، له الصيغة الكيميائية C7H12، ويكون على شكل سائل عديم اللون إلى أصفر.
تتكون بنية المركب من حلقة سباعية حاوية على رابطة مضاعفة واحدة.

## التحضير
يحضر المركب بواسطة تفاعل إعادة ترتيب دمجانوف Demjanov rearrangement من خلال تفاعل توسيع للحلقة من مركب أمينو ميثيل حلقي الهكسان.

## الخواص
يوجد متصاوغان هندسيان لمركب حلقي الهبتان، وهما الشكل مقرون cis و مفروق trans؛ إلا أن الشكل المقرون cis هو السائد، إذ ان الشكل المفروق trans غير مستقر، ويتحول إلى الشكل المقرون cis عند درجات حرارة أعلى من − 40 °س.  ويعود ذلك إلى الإجهاد الكبير الذي تتعرض له الحلقة في ذلك الشكل.
يعد الشكل المفروق trans لحلقي الهبتين أصغر حلقة معروفة لمركب عضوي حاوي على رابطة مضاعفة بهذا الشكل. يمكن التحويل إلى الشكل المفروق trans من خلال الحساسية الضوئية للشكل المقرون cis بوجود بنزوات الميثيل والأشعة فوق البنفسجية عند الدرجة −35 °س.
|                   |                     |
| الشكل المقرون cis | الشكل المفروق trans |
لا يتبلمر حلقي الهبتين من تلقاء ذاته في بلمرة إطالة السلسلة، ولكنه يدخل في بلمرة مشتركة مع الإيثيلين.

## اقرأ أيضاً
- ألكين حلقي